# Hôtel de Cabre

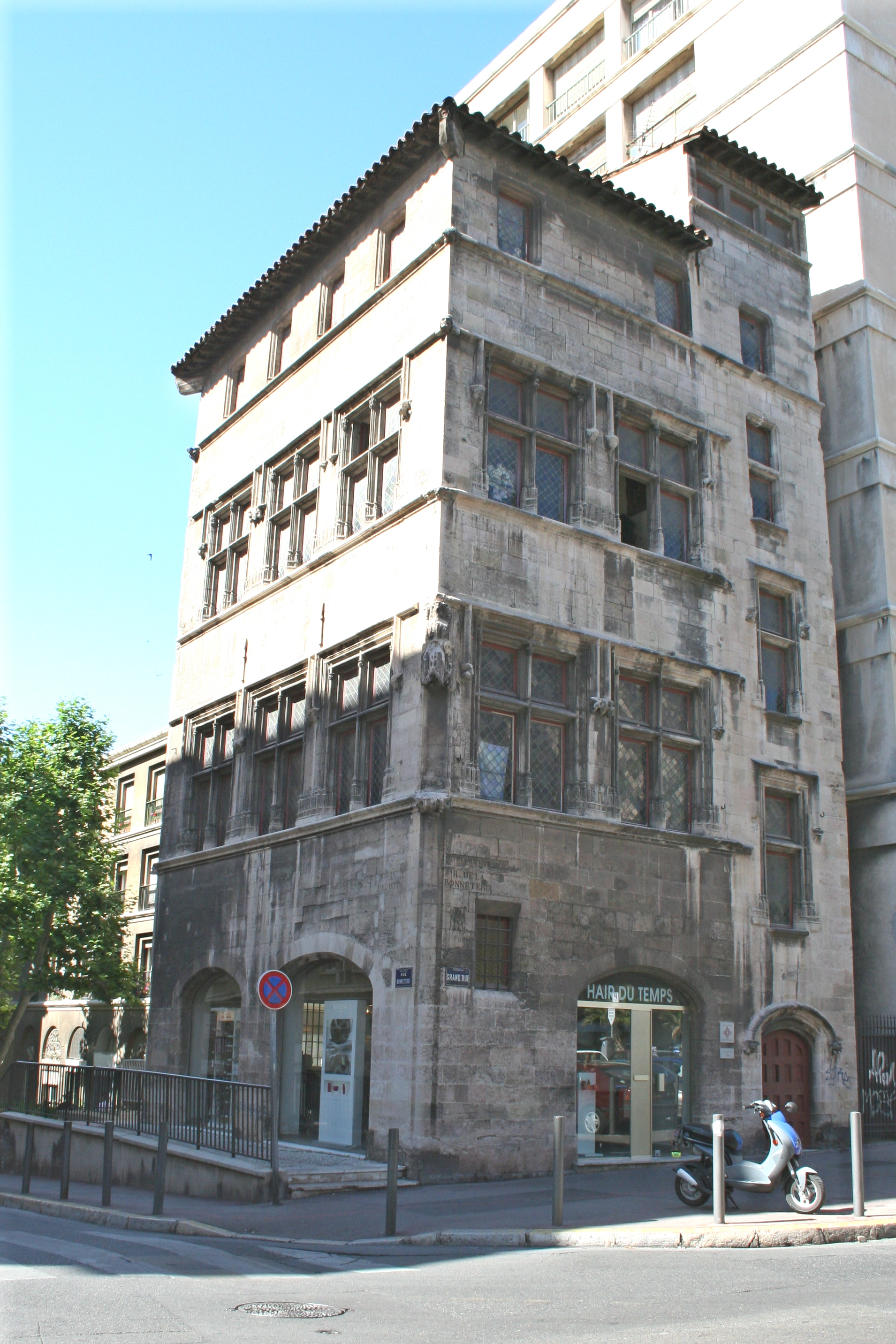
Hôtel de Cabre

Hôtel de Cabre is het oudste nog bestaande huis in de Franse stad Marseille. Het is sinds 1941 een historisch monument.
Het bouwwerk van 3 etages is gelegen op de hoek van rue de la Bonneterie en Grande rue, in de oude wijk Le Panier, onderdeel van het 2e arrondissement van Marseille. Het werd in 1535 gebouwd nabij de Vieux-Port, in opdracht van consul Louis Cabre (°~1485 - † ~1546-1550), tweede Consul van Marseille in 1544.
Ten tijde van de reconstructie van het havenkwartier, na de vernietigende aanval door de Duitsers in 1943, werd het huis 90 graden gedraaid.